# Cangogrottorna

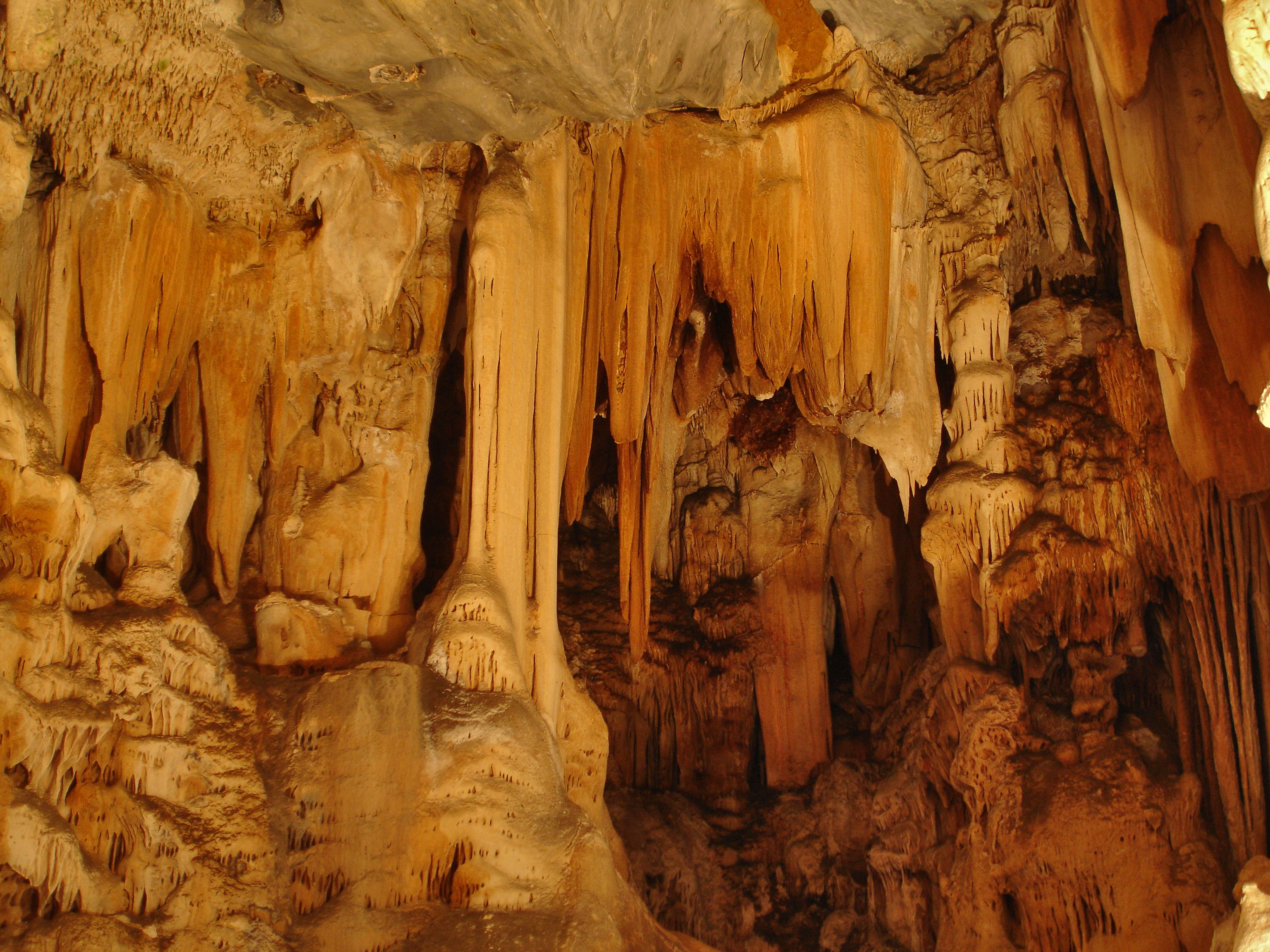
Droppstensformationer i Cangogrottorna.

Cangogrottorna är ett system av droppstensgrottor i närheten av Oudtshoorn i Kapprovinsen i Sydafrika.
Grottorna ligger i Swartberg och är en av attraktionerna på Garden Route.
Den första, och största kammaren är omkring 90 meter lång och 50 meter bred med en takhöjd på upp till 18 meter. I ingången till grottan har man hittat spår av grottmålningar som har utförts av Sanfolket för mer än 500 år sedan.
Grottorna återupptäcktes år 1780 av en herde. Den första kammaren besöktes redan samma år av bonden Jacobus van Zyl och år 1792 upptäcktes ytterligare en kammare. De blev ett populärt utflyktsmål under 1800-talet. Staden Oudtshoorn tog över förvaltningen av grottorna år 1921 och 1938 kulturskyddades området.
Ytterligare en grotta "Cango 2", som är en 270 meter lång förlängning av den ursprungliga grottan, upptäcktes år 1972 och tre år senare upptäcktes den 1 600 meter långa "Cango 3". Grottsystemet sträcker sig mer än fyra kilometer in i berget, men allmänheten har bara tillträde till omkring en fjärdedel.

## Bilder

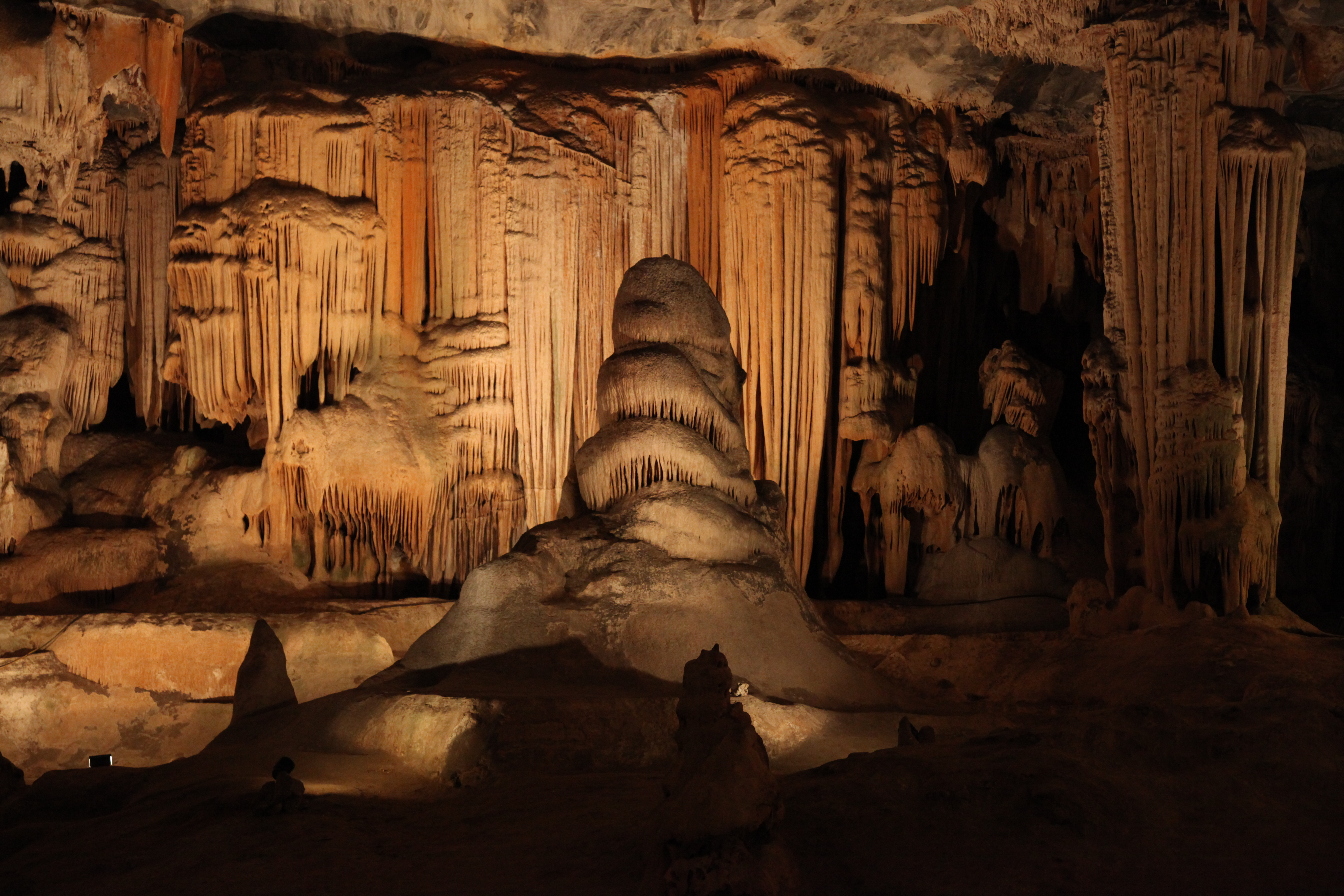
Stalaktiter och stalagmiter i Cangogrottorna
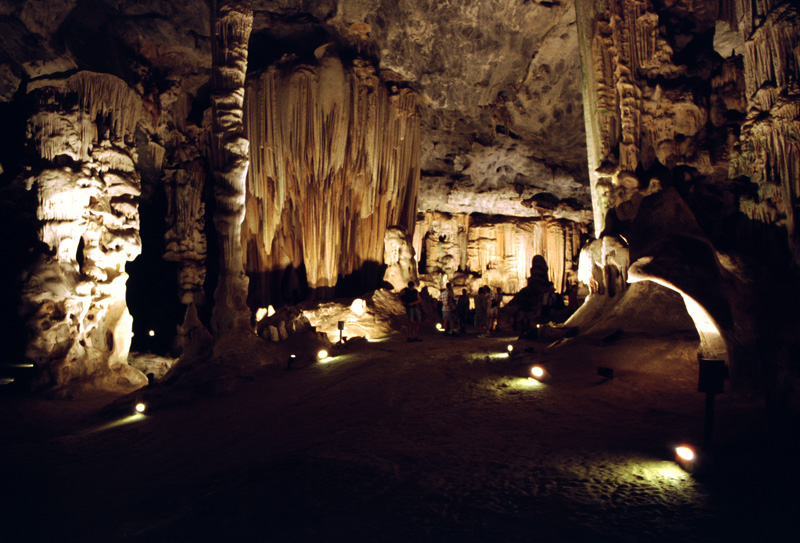
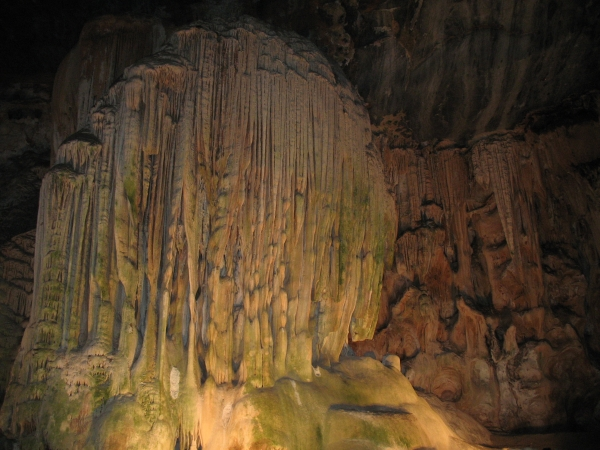